# Xu Nannan
Dit is een Chinese naam; de familienaam is Xu.
Xu Nannan (Chinees: 徐 囡囡) (Benxi, 16 november 1978) is een voormalig freestyleskiester uit China. Ze vertegenwoordigde haar vaderland op de Olympische Winterspelen 1998 in Nagano, de Olympische Winterspelen 2002 in Salt Lake City en de Olympische Winterspelen 2006 in Turijn. 
In 2004 scheurde Xu haar knieband, waardoor ze niet kon deelnemen aan het seizoen 2004/2005. 

## Resultaten

### Olympische Winterspelen
| Jaar | Plaats         | Resultaten  |
| ---- | -------------- | ----------- |
| 1998 | Nagano         | Aerials     |
| 2002 | Salt Lake City | 12e Aerials |
| 2006 | Turijn         | 4e Aerials  |

### Wereldkampioenschappen
| Jaar | Plaats              | Resultaten  |
| ---- | ------------------- | ----------- |
| 1997 | Nagano              | 9e Aerials  |
| 1999 | Meiringen-Hasliberg | 8e Aerials  |
| 2001 | Whistler            | 7e Aerials  |
| 2003 | Deer Valley         | 18e Aerials |

### Wereldbeker
Eindklasseringen
| Seizoen   | Algemeen         | Aerials           |
| --------- | ---------------- | ----------------- |
| 1996/1997 | 45e 57,00 punten | 17e 396,00 punten |
| 1997/1998 | 44e 53,00 punten | 15e 316,00 punten |
| 1999/2000 | 16e 71,00 punten | 9e 356,00 punten  |
| 2000/2001 | 5e 89,00 punten  | · 444,00 punten   |
| 2001/2002 | 15e 72,00 punten | 6e 360,00 punten  |
| 2002/2003 | 13e 82,00 punten | 6e 492,00 punten  |
| 2003/2004 | 47e 18,00 punten | 14e 211,00 punten |
| 2005/2006 | 31e 26,00 punten | 9e 283,00 punten  |

Wereldbekerzeges
| Datum            | Plaats       | Onderdeel |
| ---------------- | ------------ | --------- |
| 10 maart 2001    | Himos        | Aerials   |
| 19 januari 2003  | Lake Placid  | Aerials   |
| 6 september 2003 | Mount Buller | Aerials   |